# Antilla Bay (schip, 1972)
De Antilla Bay was een lpg- en ammoniaktanker van Scheepvaartmaatschappij de Volharding uit Willemstad op de Nederlandse Antillen.
De Volharding was een dochteronderneming van de Amsterdamse rederij Stoomvaart-Maatschappij Nederland die speciaal was opgezet om de gastankers van de SMN in onder te brengen.

## Levensloop
In december 1969 bestelde de SMN bij de werf Société Nouvelle des Forges et Chantiers de la Méditerranée in La Seyne het schip met bouwnummer 1396 dat in 1973 in de vaart kwam als Antilla Bay met als operator Holland Bulk Transport en eigendom was van De Volharding. 
In de jaren zeventig en tachtig maakte de scheepvaart grote veranderingen door. De grootste Nederlandse rederijen fuseerden in de Nederlandse Scheepvaart Unie en later in Nedlloyd. Ook kwamen in die periode de eerste containerschepen en ro-roschepen op de markt. Tankers en andere bulkgoedschepen van de fusiebedrijven werden ondergebracht in Holland Bulk Transport (HBT) en deze HBT werd de charteraar/operator van de Antilla Bay.

In maart 1984 werd het schip binnen de Nedlloyd-groep verkocht aan Maasbrach Shipping Company in Rotterdam en vervolgens voer het schip onder Nederlandse vlag, maar de naam bleef Antilla Bay.
In december 1996 werd het schip verkocht aan een rederij in Singapore. Het werd tijdelijk de Censor genoemd met als eigenaar LPG Shipping Ltd., om in 1997 in dienst te komen als Havmann van Gastransport Shipping Ltd. uit Singapore met dezelfde thuishaven.
In februari 2004 is het schip gesloopt in Jiangyin te China.

## Technische gegevens
In 1969 werd de Antilla Bay besteld om naast de kleinere Antilla Cape te gaan varen voor Holland Bulk Transport. Het schip kon zowel lpg als ammoniak (NH3) vervoeren.
De bruto tonnenmaat bedroeg 34.015 en netto 20.814 waarbij het totale draagvermogen, de Deadweight tonnage  39.931 bedroeg.  Als tanker had het een capaciteit van 53.425 kubieke meter lpg of ammoniak.
Het schip had een totale lengte van 216,40 meter en een lengte waterlijn van 202,67 meter. De grootste breedte bedroeg 32,29 meter en een diepgang van 11,02 meter.

### Motoren
De voortstuwing werd verzorgd door één hoofdmotor, een 7 cilinder Sulzer dieselmotor met een asvermogen van 20.300 aPK waarmee het schip een dienstsnelheid van 17 knopen had.
Daarnaast had het schip vier Stork DRo218k hulpmotoren met een vermogen van 575 kW.

### Bootvluchtelingen
Dit schip heeft in 1981 138 Vietnamese bootvluchtelingen gered.